# Siete ríos sagrados

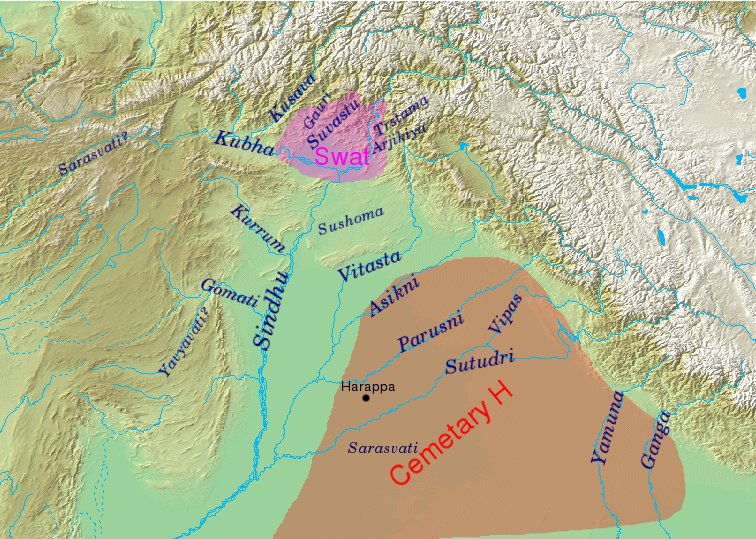
Geografía de los ríos en el norte de Pakistán. Se muestra la extensión de la cultura del río Swat (o cultura de tumbas de Gandhara) y la cultura del Cementerio H, que son las dos candidatas a haber practicado la ritualista cultura védica nombrada en el texto épico-religioso Rig-veda (el texto más antiguo de la India, de mediados del II milenio a. C.).

En el Marco del hinduismo, los sapta sindhu (en escritura devanagari: सप्त सिंधु; en el sistema AITS: sapta sindhu, literalmente, «siete ríos»; de sapta: ‘siete’, y sindhú: ‘río’) son siete ríos que —entre todos los de la India— son considerados los más sagrados y por ello son objeto de peregrinaciones a algunos lugares de sus cursos o sus fuentes. El agua desempeña un papel purificador en el hinduismo, y frecuentemente las orillas de los ríos están acondicionadas con escaleras, gradas o bancadas (conocidas como ghats) para poder realizar las abluciones y la inmersión en el agua, parte de ese proceso de purificación.
El antiguo texto Rig-veda (el primer texto de la India, de mediados del II milenio a. C.) se refiere a menudo a los «siete ríos», como un grupo de ríos principales que ahora es difícil de identificar. Es probable que los nombres deriven de antiguos hidrónimos proto-indoiranios o protoindoeuropeos ya que hay nombres cognados en avéstico y en otras lenguas indoeuropeas.
Aparentemente el número siete es más importante que el nombre de esos ríos. Los «hapta həndu» mencionados en el Avesta se suelen equiparar con los siete ríos védicos.
Hoy día, los siete ríos que se consideran sagrados en la India son los siguientes:
- río Ganges;
- río Yamuna;
- río Sárasuati;
- río Indo;
- río Godavari;
- río Narmadá;
- río Kaveri;

## Mitología
Un tema recurrente en el Rigveda es el del dios Indra asesinando al demonio Vritra (literalmente, «el obstáculo»), liberando los ríos; en una variante del mito, Indra rompe la cueva de Vala, liberando las vacas que estaban dentro. Los dos mitos están separados, aunque ríos y las vacas están a menudo correlacionados poéticamente en el Rig Veda, como por ejemplo, en 3.33, un himno notable que describe el cruce de dos ríos crecidos por los carros de guerra y carromatos de la tribu Bharata:

Como dos relucientes vacas madres que lamen su jovencito, Vipash y Sutudri descienden rápidamente sus aguas
Like two bright mother cows who lick their youngling, Vipas and Sutudri speed down their waters. (traducción al inglés de Griffith)
Rig Veda 3.33.1c

## Sapta Sindhu
Los sapta sindhu son un grupo de siete ríos principales de identificación incierta o variable. El número siete tiene mayor importancia que cuales son los integrantes exactos del grupo. La referencia es comparable con los sapta-rsis (‘siete sabios videntes’), y también con los (posteriores) siete mares o los siete climas mencionados en el Avesta.
Los hapta həndu del Avesta son generalmente equiparados con los sapta sindhavaḥ védicos: en Vendidad 1.18 estos son descritos como quince de las dieciséis tierras creadas por Mazda.

## Identificación de los siete ríos
No está del todo claro cuales debían de ser los siete ríos. A menudo se localizan en el norte de la India /Pakistán oriental. Si se incluyen el Sárasuati —cuya madre es la diosa Sindhu, RV 7.36.6—y los cinco grandes ríos del Panyab (Sutudri, Parusni, Asikni, Vitasta, Vipash, todos afluentes del Sindhu), faltaría un río, probablemente, el Kubha. (El Sindhu es un caso especial, teniendo género femenino o masculino). Otras posibilidades incluyen el Arjikiya o el Sushoma. También se pueden comparar con la lista de los diez ríos, tanto al este como al oeste del Indo, en el Nadistuti sukta, RV 10.75. En 6.61.10, el Sarasvati es llamado «ella con siete hermanas» (saptasvasā), indicando un grupo de ocho ríos, aunque el número siete siga siendo más importante que los miembros individuales (véase también saptarshi, hapta karšuuar /haft keshvar, en avéstico). En RV 10.64.8 y 10.75.1, se refieren también tres grupos de siete ríos (tríḥ saptá sasrâ nadíyaḥ, «tres veces siete ríos errantes»), así como 99 ríos.
Por ello, la lista de los sapta sindhu puede que no haya sido fijada o en cualquier caso que no haya sido inmutable.

## Geografía del «Rig-veda»
La identificación de los ríos rigvédicos es la forma más importante de establecer la geografía de los inicios de la civilización védica. Los ríos con identificaciones ciertas discurren desde el este de Afganistán hasta la llanura occidental del Ganges, agrupándose en el Panyab. Algunos nombres de ríos parecen volver en los nombres comunes indo-iraníes, con cognados en avéstico, en particular el Sarasvati (Haraxvaiti, en avéstico; Hara(h)uvati, en persa antiguo) y el Sarayu (Harayu, iraní; Harōiiūm, en avéstico; Harē, en persa moderno).
Algunos nombres pueden mostrar que han sido re-aplicados a otros ríos cuando el centro de la cultura védica se trasladó hacia el este. Es posible establecer una imagen clara de la última fase del Rigveda, gracias al Nadistuti sukta (10.75), ya que tiene una lista de ríos ordenada geográficamente. El río más importante del Rigveda, junto con el Indo, es el Saraswati, que se identifica comúnmente con el actual Ghaggar-Hakra, aunque se ha discutido también si el río Helmand sería el lugar posible de las primeras referencias rigvédicas. Esto es principalmente atribuido al movimiento de los arios védicos desde sus primeros asentamientos en Seistan (Arachosia; en avéstico, Haraēuua), Gandhara y el este de Afganistán hacia las llanuras del Indo y más allá. Por otro lado, algunos arqueólogos, como B. .B. Lal, han demostrado la posibilidad de que hubiera habido también movimientos de vuelta hacia el oeste de algunos clanes indoarios desde la cuenca del Indo, así como han resaltado la ausencia de huellas arqueológicas ciertas de cualquier intrusión externa en el subcontinente.

## Los ríos rigvédicos
En la organización geográfica de la siguiente lista hay que tener en cuenta que algunos nombres que aparecen tanto en los primeros como en los últimos himnos pueden haber sido reaplicados a ríos diferentes durante la composición del Rig-veda.
- Ríos del noroeste (afluentes occidentales del Indo), en Pakistán:

- Tristama (Gilgit)?
- Susartu
- Anitabha (listado una vez, en 5.53.9, con los ríos afganos Rasa (avéstico Rangha/Raŋhā), Kubha, Krumu, Sarayu (avéstico, Harōiiu)
- Rasa (en la parte superior del Indo (a menudo un río mítico, el avéstico Rangha, el escita Rha)
- Suetia
- Kubha (Kabul), el Kophen griego
- Krumu (Kurrum)
- Gomati (Gomal)
- Saraiu (actual Hari de la provincia de Herat)
- Mehatnu junto con el Gomati y el Krumu)
- Suvastu (Suat) en el Rig-veda 8.19.37)
- Gauri (¿Panjkora?)
- Kusava (¿Kunar?)

- El Indo y sus afluentes orientales menores:

- Sindhu (Indo; sindhu también significa, de forma genérica, "corriente")
- Susoma (Sohan)
- Aryikíia (Haro)?

- ríos centrales (ríos del Panyab):

- Vitasta (Jhelum)
- Asikni (Chenab)
- Parusni (Ravi)
- Vipas (Beas)
- Sutudri (Sutlej)
- Marudvrdha

- ríos centroorientales (ríos del Haryana):

- Sarasvati (las referencias al río Saraswati en el Rigveda se identifican con el actual río Ghaggar, aunque se ha discutido que el río Arghandab (un afluente del gran río Helmand) podría ser un lugar posible de las primeras referencias rigvédicas.)
- Drsadvati, Apaya (RV 3.23.4, Mahabharata Apaga.)

- Ríos orientales:

- Asmanvati (Assan)?
- Yamuna
- Ganges

- Inciertos /otros:

- Silamavati?
- Urnavati?
- Yavyavati (río Zhob?)